# Přemysl Bičovský
Přemysl Bičovský (* 18. srpna 1950, Košťany) je bývalý fotbalista, reprezentant Československa a prvoligový hráč Teplic a Bohemians, později úspěšný trenér. Se 130 góly je členem Klubu ligových kanonýrů (106 vstřelil v československé lize, 24 v rakouské lize). Žije v Teplicích.

## Klubová kariéra

### FK Teplice
Středový hráč menší postavy, zato s vynikající kondicí a houževnatostí, s perfektním výskokem a hrou hlavou i s neméně dobrou střelou. S fotbalem začal roku 1959 v Košťanech na severu Čech. V roce 1967 jako sedmnáctiletý dorostenec přestoupil do teplického klubu mezi ligové hráče. V Teplicích se vypracoval díky trenéru Rýgrovi ve fotbalovou hvězdu a pomohlo mu i dvouleté období (1970–1972) strávené na vojně, v prvoligové Dukle Praha pod trenérem Vejvodou. Pak se vrátil na další čtyři roky do Teplic.

### Bohemians 1905
V roce 1977 se rozhodl změnit klub a ve svých 26 letech přestoupil do týmu Bohemians Praha. Zde hrál až do roku 1983 a odnesl si také titul fotbalového mistra Československa. V lize za celou svoji hráčskou kariéru odehrál 434 zápasů a vstřelil 106 ligových gólů, čímž se dostal do prestižního Klubu ligových kanonýrů.

### Rakousko
V rakouské Bundeslize hrál za SC Eisenstadt a VfB Mödling, v prvních dvou sezonách byl nejlepším ligovým střelcem Eisenstadtu, v ročníku 1987/88 byl nejlepším ligovým střelcem Mödlingu. Celkem v nejvyšší rakouské soutěži zaznamenal 82 starty, v nichž vstřelil 24 branky.
Za Mödling hrál také druhou ligu (1986/87: 9 branek, 1988/89: 4 branky).

## Ligová bilance
| Ročník                                   | Zápasy | Góly | Klub               |
| ---------------------------------------- | ------ | ---- | ------------------ |
| 1. československá fotbalová liga 1967/68 | 15     | 2    | Sklo Union Teplice |
| 1. československá fotbalová liga 1968/69 | 25     | 1    | Sklo Union Teplice |
| 1. československá fotbalová liga 1969/70 | 28     | 9    | Sklo Union Teplice |
| 1. československá fotbalová liga 1970/71 | 29     | 8    | Dukla Praha        |
| 1. československá fotbalová liga 1971/72 | 30     | 10   | Dukla Praha        |
| 1. československá fotbalová liga 1972/73 | 29     | 14   | Sklo Union Teplice |
| 1. československá fotbalová liga 1973/74 | 30     | 17   | Sklo Union Teplice |
| 1. československá fotbalová liga 1974/75 | 28     | 7    | Sklo Union Teplice |
| 1. československá fotbalová liga 1975/76 | 26     | 8    | Sklo Union Teplice |
| 1. československá fotbalová liga 1976/77 | 27     | 3    | Bohemians Praha    |
| 1. československá fotbalová liga 1977/78 | 30     | 6    | Bohemians Praha    |
| 1. československá fotbalová liga 1978/79 | 19     | 3    | Bohemians Praha    |
| 1. československá fotbalová liga 1979/80 | 30     | 6    | Bohemians Praha    |
| 1. československá fotbalová liga 1980/81 | 29     | 4    | Bohemians Praha    |
| 1. československá fotbalová liga 1981/82 | 30     | 7    | Bohemians Praha    |
| 1. československá fotbalová liga 1982/83 | 29     | 1    | Bohemians Praha    |
| Rakouská fotbalová Bundesliga 1983/84    | 25     | 10   | SC Eisenstadt      |
| Rakouská fotbalová Bundesliga 1984/85    | 30     | 7    | SC Eisenstadt      |
| Rakouská fotbalová Bundesliga 1985/86    | 11     | 1    | SC Eisenstadt      |
| Rakouská fotbalová Bundesliga 1987/88    | 16     | 6    | VfB Mödling        |
| CELKEM 1. čs. liga                       | 434    | 106  |                    |
| CELKEM 1. rak. liga                      | 82     | 24   |                    |

### Zahraniční působení
V létě 1982 měl slíbený odchod do zahraničí, byl dohodnutý s francouzským Racingem Štrasburk, po neúspěchu na MS 1982 ve Španělsku předseda ČSTV Antonín Himl přestup zatrhl. Z Prahy odešel hrát do Rakouska o rok později. V letech 1983–1993 hrál za několik tamních týmů: SC Eisenstadt, VfB Mödling, ASK Ybbs.

## Reprezentační kariéra
Svou kariéru na mezinárodním poli zahájil v dorosteneckém týmu ČSSR a s ním v roce 1968 vyhrál mistrem Evropy do 18 let. Pak se stal mistrem Evropy s týmem Lvíčat v roce 1972. Byl členem československé fotbalové reprezentace v letech 1970–1975 a 1980–1983, nastoupil v 45 mezistátních zápasech, v nichž nastřílel 11 branek. Svou kariéru zahájil v náhradní jedenáctce za distancovaný tým po turnaji Mistrovství světa v kopané v Mexiku a v letech 1973–1975 sehrál nepřetržitou sérii 26 mezistátních zápasů, což jej řadí mezi nejlepší české reprezentanty všech dob. Hrával ve středové trojici s Móderem a Pollákem. Přispěl svou gólovou potencí k postupu týmu ČSSR ze základní skupiny na mistrovství Evropy 1976 v Jugoslávii přes Kypr (dal jeden gól), Portugalsko (vstřelil dva góly) a Anglii. Vlastního finálového turnaje se pro zranění nezúčastnil. Reprezentoval na Mistrovství světa ve Španělsku v roce 1982.
S reprezentačním dresem se rozloučil 21. září 1983 v kvalifikačním zápase na ME 1984 proti Švédsku.

## Další ocenění
V sezóně 1973/74 se stal nejlepším ligovým střelcem, o korunu nejlepšího střelce se dělil s Ladislavem Józsou z Lokomotivy Košice. V anketě Fotbalista roku se několikrát umístil v první desítce, v době působení v týmu Teplic v roce 1973 byl sedmý, v roce 1974 druhý, v roce 1975 desátý. Již v působení u Bohemians se do desítky stejné ankety znovu vrátil v letech 1981 a 1982, kdy byl oceněn druhým místem. V roce 2011 byl uveden do teplické Síně slávy.

## Trenérská kariéra
V letech 1989–1993 byl hrající trenér ASK Ybbs. Odtud se vrátil trénovat do Teplic, nejdříve rezervu FK Frydrich Teplice, pak působil u A týmu, v roce 1998 trénoval FC Chomutov a FK Arsenal Česká Lípa, v období 1999–2001 vedl Dioss Chomutov, v letech 2001–2002 Karlovy Vary-Dvory, poté působil v Braňanech a u B-týmu Mostu. V roce 2005 dovedl do 1. ligy tým FK SIAD Most jako jeho hlavní trenér a rok poté se stal trenérem Chmelu Blšany. Zde strávil rok, Blšanům zachránil 2. ligu a v červnu 2007 využil nabídky slovenského MFK Ružomberok (mistr ligy 2006), kde podepsal trenérskou smlouvu na dva roky. V březnu 2008 byl z místa odvolán. Od července 2008 trénoval divizní dorostenecký tým v Roudnici nad Labem. V červnu 2009 podepsal roční kontrakt se Zenitem Čáslav. Po devíti kolech byl od mužstva odvolán. V roce 2010 trénoval v Proboštově na Teplicku v krajském přeboru. V srpnu 2012 se stal trenérem druholigového týmu FK Ústí nad Labem. V lednu roku 2014 se ujal trenérského postu u divizního celku AFK LoKo Chomutov.

## Rodina
Je ženatý a má dva syny.[zdroj?]